# ثفاجة
ثَفَّاجة (الاسم العلمي Gallirallus)، جنس طير من طوال الساق وفصيلة التغلقيات. أنواعه قليلة العدد منها المنقرض والحي. اعطانها أستراليا ونيوزيلندا وجزر المحيط الهادي. ملجنه الحياتي جماعي. جماعاته قليلة العدد. مسرحها دجوي يستمر من الغروب إلى الفجر. تألف البراري والأحرا القريبة من جداول الماء. قوتها الحشرات على أختلاف أجناسها وأنواعها وبعض بزور النجيليات. جسمها ربعة، متوسط القد، يطول نحو 27 سم تتميز باستطالة المنقاد الجالس، بصغر الجناح المستدير الطرف، وبقصر الذيل المخروطي الشكل. ساقها وأصابعها شديد النشط. ثوبها إلى الشقحة يعلوها توشيح وتوشيم جؤوي وأسمر. تدثن أفحوصها في المواقع الدغلة بين الأعشاب الكثيفة الملتفة. الأنثى تبيض من 6 إلى 10 بيضات. الترخيم يستمر نو ثلاثة أسابيع تقوم به الأنثى دون الذكر الذي يؤمن لها الغذاء.